# ノルベール・カルボノー
ノルベール・カルボノー（Norbert Carbonnaux, 1918年3月28日 - 1997年11月6日）は、フランスの脚本家、映画監督である。

## 人物・来歴
1918年（大正7年）3月28日、フランスのセーヌ県（現在のイル・ド・フランス地域圏オー＝ド＝セーヌ県）ヌイイ＝シュル＝セーヌに生まれる。
第二次世界大戦後、1947年（昭和22年）ころから脚本家、ダイアローグ・ライターとして活動を始める。1954年（昭和29年）、36歳のときに『ブーローニュの森の山賊たち』で映画監督に転身する。1958年（昭和33年）に発表した『ゆで卵の時代』は、まだ長篇デビュー前のジャン＝リュック・ゴダールが映画批評誌『カイエ・デュ・シネマ』に発表した「1958年のベストテン」で第10位に推した。
1967年（昭和42年）に発表した監督作『あいつに首ったけ』は、ロベール・イルシュの主演作で、セルジュ・ゲンスブールを音楽に起用したこと、女優エドウィジュ・フェネシュのデビュー作として知られる。
1997年（平成9年）11月6日、パリで死去した。満79歳没。

## フィルモグラフィ
- 『神々の怒り』 La colère des dieux : 監督カール・ラマック、1947年 - ダイアローグ
- 『ウェンズ氏の切り札』 Les atouts de Monsieur Wens : 監督エミール＝ジョルジュ・ド・メースト、1947年 - ダイアローグ
- 『濁流』 Le diable souffle : 監督エドモン・T・グレヴィル、1947年 - ダイアローグ
- 『ジブラルタルの鮫』 Les requins de Gibraltar : 監督エミール＝エドヴィン・レネール、1947年 - 脚本
- L'aventure commence demain : 監督リシャール・ポティエ、1948年 - 脚本
- Neuf garçons, un coeur : 監督ジョルジュ・フリードランド、1948年 - ダイアローグ
- La bataille du feu : 監督モーリス・ド・カロンジュ、1949年 - ダイアローグ
- Marlène : 監督ピエール・ド・エラン、1949年 - 脚本
- 『バティニョールの猛者』 Le costaud des Batignolles : 監督ギイ・ラクール、1952年 - 脚本
- Bille de clown : 監督ジャン・ヴァール、1952年 - 脚本
- 『どん底地区の探訪』 La tournée des grands Ducs : 監督アンドレ・ペランク、1953年 - 脚本
- 『セネガルの兄弟』 Mon frangin du Sénégal : 監督ギイ・ラクール、1953年 - 脚本
- 『ブーローニュの森の山賊たち』 Les corsaires du Bois de Boulogne : 1954年 - 監督・脚本
- 『短頭の差』 Courte tête : 1956年 - 監督・脚色
- 『ゆで卵の時代』 Le temps des oeufs durs : 1958年 - 監督・脚色
- 『二十世紀の無邪気あるいは楽観主義』 Candide ou l'optimisme au XXe siècle : 1960年 - 監督・脚色
- La gamberge : 1962年 - 監督
- 『あいつに首ったけ』 Toutes folles de lui : 1967年 - 監督・脚本
- Léa l'hiver : 監督マルク・モネ、1971年 - 出演（M役）
- 『天真爛漫』 L'ingénu : 1972年 - 監督・脚色・脚本・ダイアローグ
- 『この魔法使いたちは狂ってる』 Ils sont fous ces sorciers : 監督ジョルジュ・ロートネル、1978年 - 脚本

## 註
1. ↑  Les Cahier du Cinema, Numero 91, Janvier 1959, 1959年1月号。